# Liste von Schiffen mit dem Namen Walther Herwig
Walther Herwig ist ein Traditionsname von deutschen Forschungsschiffen der Fischereiforschung. Namensgeber der Schiffe ist der Förderer und Doyen der Meeresforschung Walther Herwig (1838–1912), ein Verwaltungsjurist in Reichsdiensten, der sich in herausragendem Maße um die deutsche Hochseefischerei und insbesondere auch um die Versorgung der dort tätigen Fischer und Seeleute und ihrer Familien verdient gemacht hat. Nach ihm war auch der Fischdampfer Präsident Herwig benannt, der als erstes Schiff der neuen Hochseefischereiflotte der Kaiserzeit im Jahr 1898 vor Island verloren ging.
Eigner der Fischereiforschungsschiffe des Bundes ist die Bundesrepublik Deutschland, vertreten durch das Bundes-Landwirtschaftsministerium (BML, BMELV, BMVEL, BMEL, BMLEH).

## Schiffsliste
| Bezeichnung        | Schiffsart                | Baujahr  | Bauwerft                              | Dienstzeit | Verbleib                                                                                         | Bild |
| ------------------ | ------------------------- | -------- | ------------------------------------- | ---------- | ------------------------------------------------------------------------------------------------ | ---- |
| Walther Herwig     | Fischereiforschungsschiff | 1963     | Seebeck-Werft (Bremerhaven)           | 1963–1972  | Umbenennung in FFS "Anton Dohrn", weiter im Dienst der Bundesforschung bis 1986. Abgewrackt 1993 |      |
| Walther Herwig II  | Fischereiforschungsschiff | 1973     | Schlichting-Werft (Lübeck-Travemünde) | 1973–1993  |                                                                                                  |      |
| Walther Herwig III | Fischereiforschungsschiff | 1993     | Peene-Werft (Wolgast)                 | seit 1993  |                                                                                                  |      |
| Walther Herwig     | Fischereiforschungsschiff | ca. 2027 | Fr Fassmer (Berne/Unterweser)         |            |                                                                                                  |      |

Der geplante Neubau war bereits an die Damen Shipyards vergeben, diese ist vom Auftrag jedoch zurückgetreten. Der Auftrag wurde im November 2023 an Fassmer vergeben.